# A94-es autópálya (Németország)
Az A94-es autópálya (németül: Bundesautobahn 94) egy autópálya Németországban. Hossza 155 km.